# Lisa Tuttle

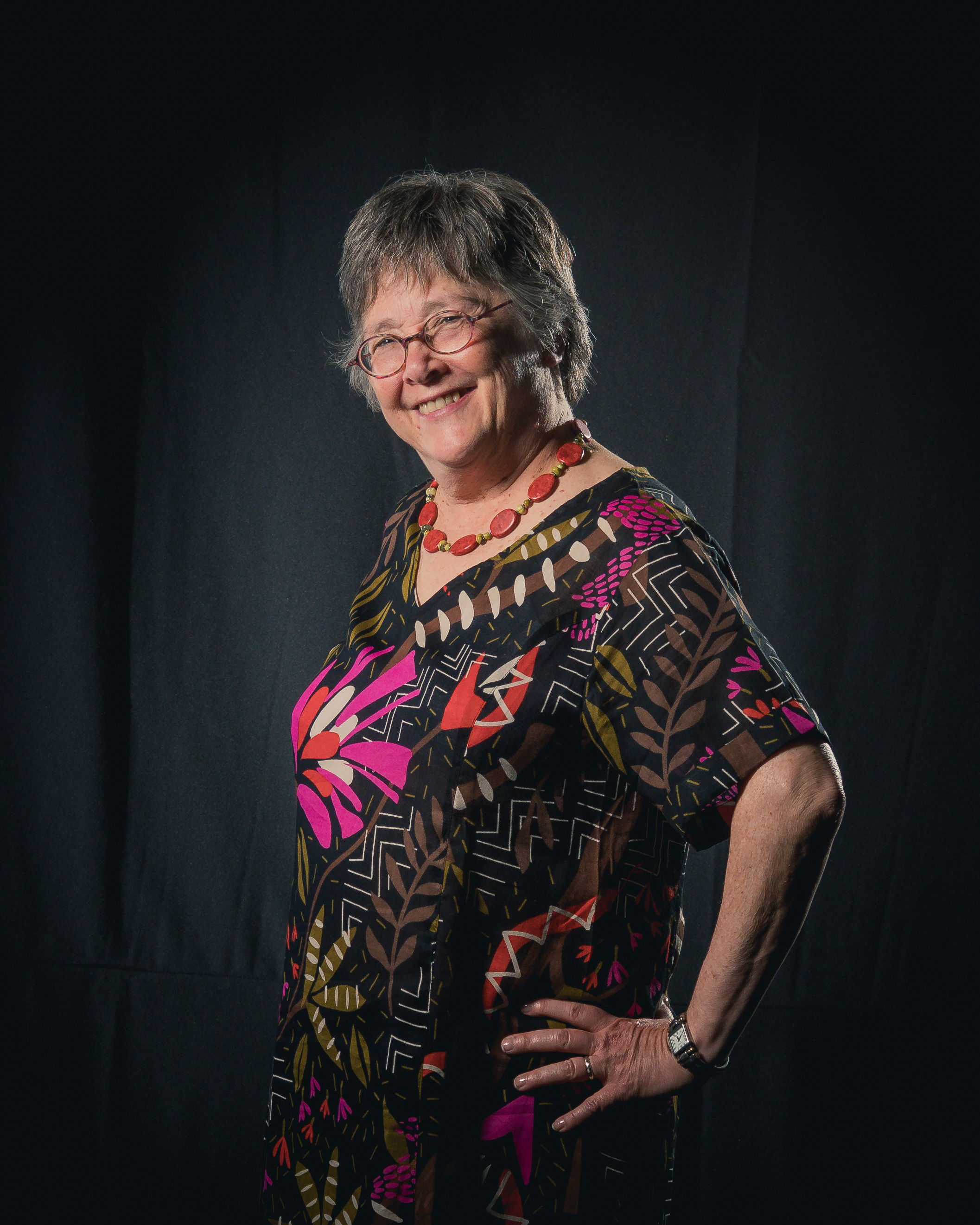
Lisa Tuttle 2017

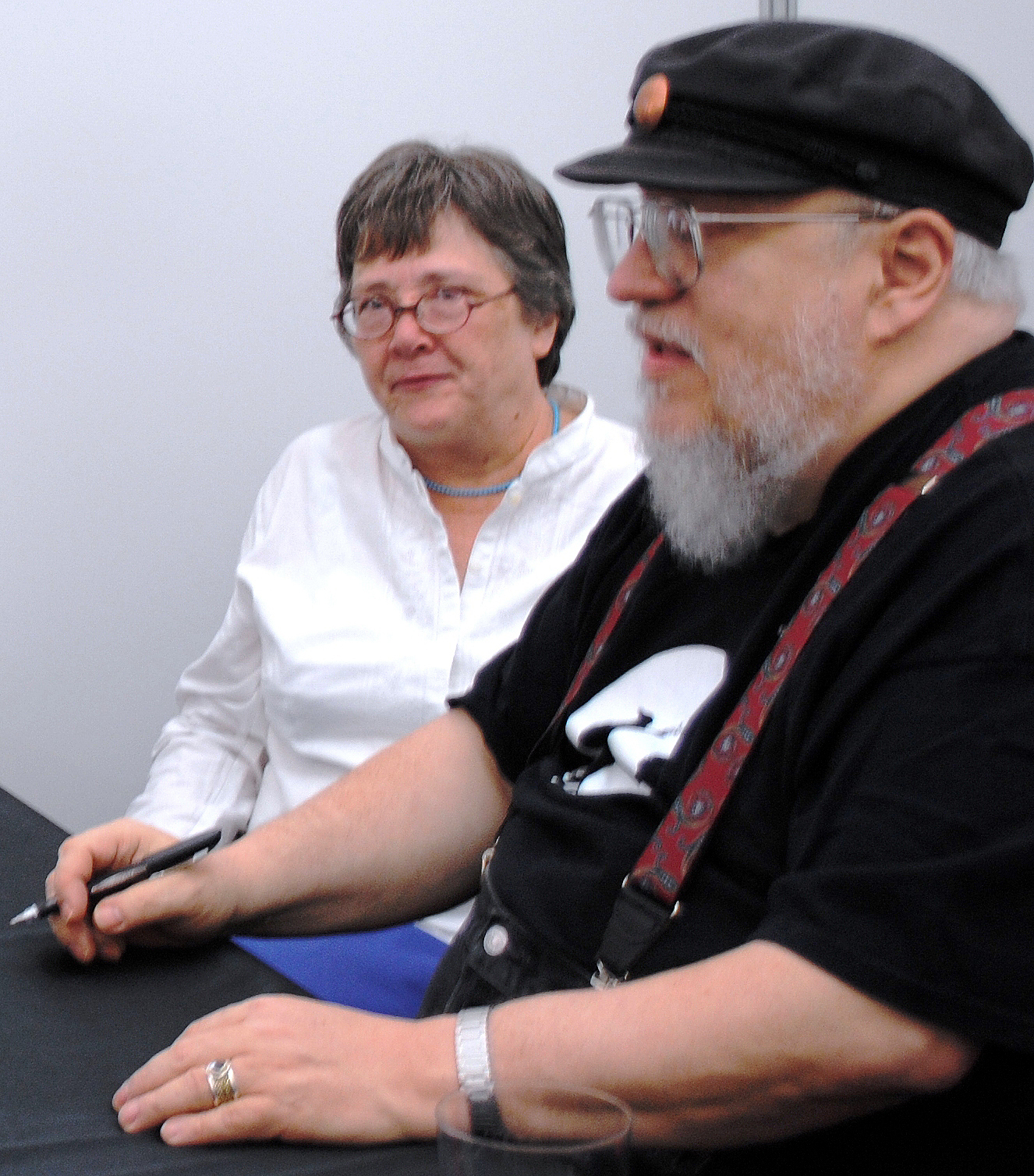
Lisa Tuttle und George R. R. Martin 2012

Lisa Tuttle (* 16. September 1952 in Houston, Texas) ist eine US-amerikanische Fantasy-, Science-Fiction- und Horror-Schriftstellerin. Sie veröffentlichte Romane, Kurzgeschichtensammlungen, Sachbücher sowie ein Buch über Feminismus und gab einige Anthologien heraus. Sie lebt seit 1981 in Großbritannien. Tuttle gewann den John W. Campbell Award als beste neue Autorin 1974, 1981 erhielt sie den Nebula Award für The Bone Flute, den sie allerdings ablehnte.

## Leben
Tuttle studierte an der Syracuse University in New York, wo sie 1974 mit dem Bachelor of Arts in englischer Literatur abschloss. Danach zog sie nach Austin, Texas, wo sie fünf Jahre als Journalistin bei der Tageszeitung Austin American-Statesman arbeitete.
1981 zog Lisa Tuttle nach London und heiratete ihren englischen Kollegen Christopher Priest, diese Verbindung hielt bis 1987. Seit 1990 lebt sie mit ihrem zweiten Ehemann Collin Murray und ihrer Tochter in Torinturk, Schottland.
Sie unterrichtete kreatives Schreiben beim Clarion West Workshop für angehende Science-Fiction-Autoren in Seattle sowie am Citylit College an der Londoner Universität. Zusätzlich rezensiert sie Bücher für die Sunday Times.

## Werk
Mit dem Schreiben begann Tuttle, als sie die Kincaid School in Piney Point Village, Texas besuchte. Auf der Lamar High School in Houston wurde sie aktives Mitglied des Science-Fiction-Fandoms und gründete und verlegte das Fanzine Mathom der Houston Science Fiction Society. Auf der Syracuse University schrieb sie für das Universitäts-Fanzine Tomorrow And ….
1971 besuchte sie während ihres Studiums an der Tulane University in New Orleans den Clarion Science Fiction Writers’ Workshop mit dem Ergebnis, dass sie 1972 ihre erste Kurzgeschichte  Stranger in the House in der von Robin Wilson herausgegebenen Anthologie Clarion II veröffentlichen konnte.
1973 gründete sie mit einigen anderen Science-Fiction-Autoren (Howard Waldrop, Steven Utley und Bruce Sterling) den Turkey City Writer's Workshop in Austin. Gemeinsam mit Spider Robinson erhielt sie 1974 den John W. Campbell Best New Writer Award. Eine Zusammenarbeit mit George R. R. Martin, The Storms of Windhaven, brachte ihr 1976 den Locus Award und eine Nominierung für den Hugo Award ein. Tuttle und Martin arbeiteten weiter am Inhalt und veröffentlichten den daraus entstandenen Roman 1981 unter dem Titel Windhaven, der wiederum 1982 für den Locus Award nominiert wurde.
In den nächsten 25 Jahren schrieb sie in erster Linie Science-Fiction- und Fantasy-Kurzgeschichten und Romane, darunter Lost Futures, 1992 für den Arthur C. Clarke Award und den James Tiptree, Jr. Award nominiert. Sie schreibt auch Jugendliteratur und veröffentlichte bereits eine Anzahl von Titeln, zum Beispiel Catwitch (mit dem Illustrator Una Woodruff) (1983), Panther in Argyll (1996) und Love-on-Line (1998). Sie beteiligte sich als Autorin unter dem Pseudonym Maria Palmer an der zwölfteiligen Serie Horrorscope und steuerte als Co-Autorin Texte zu Ben M. Baglios Dolphin Diaries (2002–2004) bei. Auch Sachbücher gehören zu ihrem Betätigungsfeld, so schrieb sie die Encyclopedia of Feminism (1986) und Writing Fantasy and Science Fiction (2002). Als Herausgeberin verlegte sie Skin of the Soul: New Horror Stories by Women (1990) und Crossing the Border: Tales of Erotic Ambiguity (1998); letzteres beschäftigt sich mit dem Thema Transgender.
Ihre Kurzgeschichte Replacements wurde 1999 in der kanadischen Horror-Fernsehserie The Hunger adaptiert. Eine weitere Kurzgeschichte namens Community Property diente 2005 als Grundlage des französischen Kurzfilms Propriété commune.

### Schwerpunkte
Sehr oft beschäftigen sich Tuttles Werke mit geschlechtsspezifischen Aspekten wie „starke Frauen“, die ihre eigene Rolle und Identität hinterfragen. Der britische Autor David V. Barrett schrieb einmal über ihre Werke, dass sie „emotionally uncomfortable“ (in etwa: „… der Leser fühlt sich emotional unwohl…“) und „they not only make you think, they make you feel“. („Sie (die Texte) bringen den Leser nicht nur zum Nachdenken, sondern er fühlt das Geschriebene.“). Meist werden ihre Werke mit feministischer Science Fiction assoziiert. Der Cambridge Guide to Women's Writing in English sagt, dass viele ihrer Texte Elemente der Science Fiction und des Horrorgenres benutzen, um „die Aspekte der menschlichen Verfassung zu dramatisieren, insbesondere die der Frauen“ („dramatize aspects of the human, and specifically the female, condition“).

### Nebula-Award-Kontroverse
Lisa Tuttle lehnte 1982 ihren Nebula Award als bisher einzige Person (Stand 10/2012) ab. Ihre Kurzgeschichte The Bone Flute, die 1981 im Magazine of Fantasy & Science Fiction erschien, war 1982 für den Nebula Award nominiert. Lisa Tuttle hatte Einwände gegen eine andere Nominierung, weil George Guthridge seine Geschichte The Quiet direkt an Mitglieder des SFWA sandte. Allerdings hat die SFWA keine Regularien, wer die Nominierungen einreicht. In diesem Fall war es der Autor selbst und das missfiel Lisa Tuttle. Sie schickte ein Schreiben an Frank Catalano (seinerzeit Direktor der Preisverleihung) mit der Begründung, dass sie diese Form der Nominierung nicht unterstütze („I don't approve of this kind of campaigning“). Ihr Schreiben erreichte Catalano aber erst nach der Wahl, sodass der Gewinner The Bone Flute schon bekannt gegeben worden war. Als Lisa Tuttle über das Ergebnis und ihren Preis informiert wurde, lehnte sie umgehend mit der Begründung ab, dass sie die Geschichte aus der Ausscheidung zurückgezogen habe. Aus diesem Grunde werde sie der Verleihung am 24. April 1982 auch nicht beiwohnen. Am 29. April bekam sie eine Nachricht von John Douglas (dem Herausgeber von Pocket Books), der ihr mitteilte, dass er den Preis an ihrer statt in Empfang genommen habe.
Später schrieb George R. R. Martin einen offenen Brief an die SFWA. Er schrieb, dass er zwar Tuttles Entscheidung, den Preis nicht anzunehmen, nicht teile, aber dass er die Art und Weise kritisiere, wie die SFWA mit dem Vorfall umgegangen sei: „She has made a difficult and considerable sacrifice on grounds of principle, and […] I feel very strongly that she had a right to be heard.“ („Sie hat eine schwierige Entscheidung gegen den Preis und für ihre Prinzipien getroffen … Ich denke aber, dass sie ein Recht hat, gehört zu werden.“) 2003 sagte Tuttle in einem Interview: „I think my main regret is that people may assume that I object to awards on principle, and never nominate anything by me for anything again! I would love to win some awards, especially ones with money attached …“ („Bedauerlich ist, dass viele Menschen nun davon ausgehen, dass ich jegliche Art von Preis nicht annehmen würde. Ich liebe es, Preise zu gewinnen, besonders diejenigen, die mit Preisgeldern dotiert sind…“)

## Auszeichnungen
- 1974: John W. Campbell Award for Best New Writer
- 1976: Locus Award für die Novelle The Storms of Windhaven (zusammen mit George R. R. Martin)
- 1981: Analog Readers Poll Award für die Kurzgeschichte One-Wing (zusammen mit George R. R. Martin)
- 1982: Nebula Award für die Kurzgeschichte The Bone Flute (Annahme des Preises von Tuttle abgelehnt)
- 1990: British Science Fiction Association Award für die Kurzgeschichte In Translation

## Bibliografie
Romane
- Windhaven (1981, mit George R. R. Martin, nominiert für den Locus Award 1982)
  - Deutsch: Kinder der Stürme. 2 Bände. 1985, ISBN 3-8118-3669-2 und ISBN 3-8118-3681-1.
- Familiar Spirit (1983)
  - Deutsch: Sarah – Das Böse wartet auf Dich. 1985, ISBN 3-8118-1820-1.
- Catwitch (1983, mit Una Woodruff)
- Angela's Rainbow (1983, mit Michael Johnson)
- Gabriel (1987)
  - Deutsch: Gabriel. 1991, ISBN 3-442-08093-2.
- Lost Futures (1992, nominiert für den Arthur C. Clarke und James Tiptree, Jr. Award 1992)
  - Deutsch: Angsttraum. 1993, ISBN 3-442-08118-1.
- Virgo: Snake Inside (1995, als Maria Palmer)
- Panther in Argyll (1996)
- The Pillow Friend (1996)
- Love On-line (1998)
- Mad House (1998)
- The Silver Bough (2006)
- The Mysteries (2005)
  - Deutsch: Das geheime Land. 2006, ISBN 978-3-492-70123-5.

Sammlungen
- A Nest of Nightmares (1986)
  - Deutsch: Ein Netz aus Angst. 1992, ISBN 3-442-08106-8.
- A Spaceship Built of Stone and Other Stories (1987)
- Memories of the Body: Tales of Desire and Transformation (1990)
- Ghosts and Other Lovers (2001)
- My Pathology (2001)
- Stranger in the House: The Collected Short Supernatural Fiction, Volume One (2010)
- Objects in Dreams (2012)

Kurzgeschichten
- How Long? (1968)
- Stranger in the House (1972)
  - Deutsch: Eine Fremde im Haus. In: Ein Netz aus Angst. 1992.
- Dollburger (1973)
  - Deutsch: Puppenburger. In: Ein Netz aus Angst. 1992.
- Till Human Voices Wake Us … (1973)
- I Have Heard the Mermaids (1974)
  - Deutsch: Das Lied der Meerjungfrauen. In: Ernst Fuchs, Hans Joachim Alpers (Hrsg.): Neue Science-Fiction Geschichten. Tosa, 1982, ISBN 3-85001-097-X.
- Changelings (1975)
- The Storms of Windhaven (1975, mit George R. R. Martin)
  - Deutsch: Sturm über Windhaven. In: Wolfgang Jeschke (Hrsg.): Im Grenzland der Sonne. Heyne Science Fiction & Fantasy #3592, 1978, ISBN 3-453-30498-5.
- Flies By Night (1975, mit Steven Utley)
- Woman Waiting (1976)
- Stone Circle (1976)
- Mrs. T. (1976)
- The Family Monkey (1977)
  - Deutsch: Der Familienaffe. In: Wolfgang Jeschke (Hrsg.): Science Fiction Story Reader 21. Heyne Science Fiction & Fantasy #4041, 1984, ISBN 3-453-30983-9.
- Kin to Kaspar Hauser (1977)
  - Deutsch: Kaspar Hauser II. In: Walter Spiegl (Hrsg.): Science-Fiction-Stories 80. Ullstein Science Fiction & Fantasy #31010, 1980, ISBN 3-548-31010-9.
- Sangre (1977)
- The Horse Lord (1977)
  - Deutsch: Der Herr des Landes. In: Wolfgang Jeschke (Hrsg.): Science Fiction Story Reader 17. Heyne Science Fiction & Fantasy #3860, 1982, ISBN 3-453-30746-1. Auch als: Der Herr der Pferde. In: Ein Netz aus Angst. 1992.
- A Piece of Rope (1977)
- Tom Sawyer's Sub-Orbital Escapade (1977, mit Steven Utley)
  - Deutsch: Tom Sawyers suborbitale Streiche. In: Ernst Fuchs, Hans Joachim Alpers (Hrsg.): Neue Science-Fiction Geschichten. Tosa, 1982, ISBN 3-85001-097-X.
- A Mother's Heart: A True Bear Story (1978)
- Uncoiling (1978, mit Steven Utley)
- In the Arcade (1978)
  - Deutsch: Unter den Arkaden. In: Herbert W. Franke (Hrsg.): SF international I. Goldmann Science Fiction #23345, 1980, ISBN 3-442-23345-3.
- At a Time Very Near the End (1979)
- Moving In (1979)
- The Birds of the Moon (1979)
  - Deutsch: Die Mondvögel. In: H. J. Alpers (Hrsg.): Science Fiction Almanach 1981. Moewig Science Fiction #3506, 1980, ISBN 3-8118-3506-8.
- The Hollow Man (1979)
  - Deutsch: Der zweite Tod . Übersetzt von Horst Pukallus. In: Horst Pukallus (Hrsg.): Der zweite Tod. Heyne Science Fiction & Fantasy #4009, 1983, ISBN 3-453-30946-4. Auch als: Der zweite Tod . Übersetzt von Joachim Körber. In: George R. R. Martin (Hrsg.): Science Fiction Preisträger 2. Moewig (Playboy Science Fiction #6745), 1985, ISBN 3-8118-6745-8.
- Wives (1979)
  - Deutsch: Ehefrauen. In: Werner Fuchs (Hrsg.): Visum für die Ewigkeit. Droemer Knaur (Knaur Science Fiction & Fantasy #5743), 1982, ISBN 3-426-05743-3.
- Community Property (1980)
  - Deutsch: Gemeinschaftlicher Besitz. In: Ein Netz aus Angst. 1992.
- Sun City (1980)
  - Deutsch: Sun City. In: Ein Netz aus Angst. 1992.
- One-Wing (1980, mit George R. R. Martin)
- Bug House (1980)
  - Deutsch: Heim für Käfer . Übersetzt von Biggy Winter. In: Manfred Kluge (Hrsg.): Gefährliche Spiele. Heyne Science Fiction & Fantasy #3899, 1982, ISBN 3-453-30822-0. Auch als: Das Haus der Käfer . Übersetzt von Stefan Troßbach. In: Edward L. Ferman, Anne Jordan (Hrsg.): Die besten Horror-Stories. Droemer Knaur (Knaur Horror #1835), 1989, ISBN 3-426-01835-7. Auch als: Das Insektenhaus . Übersetzt von Michael Becker. In: Ein Netz aus Angst. 1992. Auch als: Das Haus des Käfers . Übersetzt von Michael Plogmann. In: Jeff Gelb, Lonn Friend (Hrsg.): Hot Blood: Bis dass der Tod euch vereint. Festa Horror TB #1519, 2007, ISBN 978-3-86552-074-6.
- Where the Stones Grow (1980)
- A Spaceship Built of Stone (1980)
  - Deutsch: Die Stadt in der Wüste. In: Birgit Reß-Bohusch (Hrsg.): Isaac Asimovs Science Fiction Magazin 13. Folge. Heyne Science Fiction & Fantasy #3873, 1982, ISBN 3-453-30759-3.
- The Other Mother (1980)
  - Deutsch: Die andere Mutter. In: Ein Netz aus Angst. 1992.
- Need (1981)
  - Deutsch: Ich brauche dich. In: Ein Netz aus Angst. 1992.
- The Bone Flute (1981)
  - Deutsch: Die Knochenflöte. In: Ronald M. Hahn (Hrsg.): Cyrion in Bronze. Heyne Science Fiction & Fantasy #3965, 1983, ISBN 3-453-30897-2.
- A Friend in Need (1981)
  - Deutsch: Eine Freundin in Nöten. In: Ein Netz aus Angst. 1992.
- Treading the Maze (1981)
  - Deutsch: Der Gang durchs Labyrinth. In: Ein Netz aus Angst. 1992.
- The Other Room (1982)
- The Memory of Wood (1982)
  - Deutsch: Das Gedächtnis des Holzes. In: Ein Netz aus Angst. 1992.
- Catwitch (1983)
- Redcap (1983)
- The Nest (1983)
  - Deutsch: Das Nest. In: Ein Netz aus Angst. 1992.
- Children of The Centaur (1984)
- The Cure (1984)
- The Other Kind (1984)
  - Deutsch: Die andere Art. In: Friedel Wahren (Hrsg.): Isaac Asimov's Science Fiction Magazin 41. Folge. Heyne Science Fiction & Fantasy #5018, 1993.
- Flying to Byzantium (1985)
  - Deutsch: Flug nach Byzantium. In: Ein Netz aus Angst. 1992.
- No Regrets (1985)
- From a Sinking Ship (1985)
  - Deutsch: Von Bord eines sinkenden Schiffes. In: H. J. Alpers (Hrsg.): Die Sterne sind weiblich. Moewig Science Fiction #3874, 1989, ISBN 3-8118-3874-1.
- From Another Country (1986)
- Riding the Nightmare (1986)
- The Dragon's Bride (1986)
- Jamie's Grave (1987)
  - Deutsch: Mutterliebe. In: Ellen Datlow, Terri Windling (Hrsg.): Das neue Buch der Fantasy. Bastei Lübbe Paperback #28191, 1990, ISBN 3-404-28191-8.
- Memories of the Body (1987)
- The Wound (1987)
- A Birthday (1987)
- The Colonization of Edward Beal (1987)
  - Deutsch: Die Kolonisation des Edwin Beal. In: Ronald M. Hahn (Hrsg.): Volksrepublik Disneyland. Heyne Science Fiction & Fantasy #4525, 1988, ISBN 3-453-02788-4.
- The Spirit Cabinet (1988)
- Heart's Desire (1989)
- In Translation (1989)
- The Walled Garden (1989)
- Skin Deep (1989)
  - Deutsch: Hautnah. In: Chris Morgan (Hrsg.): Schwarze Visionen. Droemer Knaur (Knaur Horror #70009), 1994.
- Bits and Pieces (1990)
- Mr. Elphinstone's Hands (1990)
- Husbands (1990)
- Dead Television (1990)
- Lizard Lust (1990)
- To Be of Use (1990)
- Replacements (1992)
  - Deutsch: Ersatz. 1996.
- Honey, I'm Home! (1992)
- Lucy Maria (1993)
- Turning Thirty (1993)
- Food Man (1994)
- Manskin, Womanskin (1994)
- And the Poor Get Children (1994)
- In Jealousy (1995)
- Sans regrets [French] (1995)
- White Lady's Grave (1995)
- The Ghost Trap (1995)
- Background: The Dream (1996)
- Meeting the Muse (1996)
- The Extra Hour (1997)
- Soul Song (1997)
- My Pathology (1998)
  - Deutsch: Meine Pathologie. In: Stephen Jones, David A. Sutton (Hrsg.): Darker Terrors. Festa Sammlerausgaben, 2017.
- World of Strangers (1998)
- A Dress (1998)
- Belonging (1999)
- Tir Nan Og (1999)
- Haunts (2000)
- A Cold Dish (2000)
- “The Mezzotint” (2003)
- My Death (2004)
- Closet Dreams (2007)
- Old Mr. Boudreaux (2007)
- In the Hole (2007, mit Steven Utley)
- The Oval Portrait (2008)
- Ragged Claws (2009)
- The Truth About Werewolves (2010)
- His Wolf (2010)
- Grandfather's Teeth (2011)
- Shelf-Life (2011)
- Objects in Dreams May Be Closer Than They Appear (2011)
- The Man in the Ditch (2011)
- The Curious Affair of the Deodand (2011)
- The Third Person (2012)
- Island Life (2012)
- Paul's Mother (2012)
- The Dream Detective (2013)
- After the End (2013)
- Born Dead (2013)
- The Curious Affair of the Dead Wives (2014)
- Something Sinister in Sunlight (2014)
- Mina's Book (2015, Auszug aus Magic Pictures)
- The Book That Finds You (2015)
- Vastation (2015)
- The Hungry Hotel (2016)
- A Home in the Sky (2016)
- The Translator (2016)
- Vegetable Love (2017)
- The Last Dare (2017)
- Dark Water (2018, mit Marc Rains)

Sachbücher
- Children's Literary Houses (1984, mit Rosalind Ashe)
- Encyclopedia of Feminism (1986)
- Heroines: Women Inspired by Women (1988)
- Mark Harrison's Dreamlands (1990, mit Mark Harrison)
- Writing Fantasy and Science Fiction (2002)

als Herausgeberin
- Skin of the Soul: New Horror Stories by Women (1990)
- Crossing the Border: Tales of Erotic Ambiguity (1998)